# Arriverà l’amore
Arriverà l’amore – singel Emmy Marrone, wydany 23 października 2015, pochodzący z albumu Adesso. Utwór napisali i skomponowali Ermal Meta oraz Matteo Buzzanca, a za produkcję odpowiadali Emma Marrone i Luca Mattioni.
Singel był notowany na 5. miejscu na liście pięćdziesięciu najlepiej sprzedających się singli we Włoszech i został wyróżniony platynowym certyfikatem w tym kraju za przekroczenie progu 50 tysięcy sprzedanych kopii.
Premiera teledysku do piosenki odbyła się w dniu wydania singla, a wyreżyserowali go Luisa Carcavale i Alessandro Guida.

## Lista utworów
- Digital download[8]

1. „Arriverà l’amore” – 3:35

## Notowania

### Pozycja na liście sprzedaży
| Kraj   | Notowanie (2015) | Najwyższa pozycja | Certyfikat | Sprzedaż |
| ------ | ---------------- | ----------------- | ---------- | -------- |
| Włochy | FIMI             | 5                 | platyna    | 50 000+  |